# Anarquismo budista

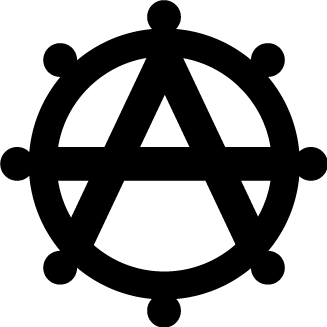
Logotipo no oficial del budismo anarquista.

El anarquismo budista es un intento de relacionar las enseñanzas de las escuelas budistas con las del anarquismo. El budismo es una religión no teísta, humanista, basada en una tradición de experiencia que contrasta con muchas otras religiones. La mayoría de las escuelas reconocen a Buda como un hombre y un símbolo de la obtención de la iluminación, aunque es adorado como un semi-dios por unas pocas escuelas.

## Coincidencias
Las escrituras budistas, como el Kalama Sutra, tienen una actitud antiautoritaria que recomienda el cuestionamiento de la autoridad y dogmas religiosos, confiando en el juicio personal. El budismo zen tiene, por ejemplo, algunos puntos comunes con la filosofía individualista del anarquismo (ver zenarquía).
Las comunidades budistas son frecuentemente temidas por reyes o gobernantes debido a su desapego. Al rechazar voluntariamente las posesiones materiales y no temer ni al dolor o la muerte, los budistas naturalmente "escapan" los sistemas terrenales de poder, porque no hay manera de manipularlos. 

## Historia
Tiene un importante antecedente en el interés que desarrolló la Generación Beat sobre el budismo y que se expresara en personalidades como Gary Snyder y Diane di Prima. Este primero escribió un corto ensayo titulado "Buddhist anarchism" en 1961.
Otros que han visto la conexión entre budismo y anarquismo incluyen Edward Carpenter, Ananda Coomaraswamy, Lala Hardayal, Liu Shipei, John Cage, Kenneth Rexroth, Allen Ginsberg, Jackson MacLow, Peter Lamborn Wilson, John Moore, Kerry Thornley, Max Cafard, William Batchelder Greene, así como el situacionista Ken Knabb. El importante intelectual anarquista Pedro Kropotkin vio que las comunidades budistas primitivas ponían en practica el principio del apoyo mutuo y Matthey Turner ha notado que algunos sacerdotes budistas estuvieron envueltos en el movimiento anarquista de Japón en principios del siglo XX,